# Maniwaki (Quebec)
Maniwaki é uma cidade localizada na província de Quebec no Canadá.